# Wiro
Wiron, Wiro – imię męskie niejasnego pochodzenia, zawierające praindoeuropejski człon vir i oznaczające szlachetnego, prawego męża. Patronem tego imienia jest św. Wiro (n), biskup.
Wiron, Wiro imieniny obchodzi 8 maja.